# Улица Академика Королёва (Казань)
Улица Академика Королёва — улица, расположенная в Московском районе Казани.

## Расположение
Улица Академика Королёва пролегает с востока на запад Московского района города Казани от пересечения с магистральным проспектом Ибрагимова и заканчивается в поселке Урицкого, упираясь в лесопарковую зону парка им. Урицкого.
Улица Академика Королёва связывает между собой Проспект Ибрагимова и улицу Декабристов, разрежая транспортный поток с параллельно идущей улицы Гагарина.
Улица Академика Королёва кроме того пересекает улицы: Профессора Мухамедьярова, Восход, Хасана Туфана.

## Происхождение наименования
Улица получила своё наименование в честь Академика Королёва Сергея Павловича — советского учёного, конструктора и организатора производства ракетно-космической техники и ракетного оружия СССР, основателя практической космонавтики, который 27 июня 1938 года был арестован органами НКВД и в дальнейшем был приговорен к 10 годам лишения свободы. 19 ноября 1942 года С. П. Королев прибыл в пункт нового заключения — город Казань в ОКБ № 16 моторостроительного завода.
В Казани Королев жил в доме 5 по улице Лядова, а вот его семья проживала в посёлке Урицкого по улице 13-я Союзная (ныне ул. Академика Королева, дом 26).

## Транспорт

### Трамвай
В конце 1930-х — начале 1940-х годов на улице имелась трамвайная линия, по которой проходили маршруты № 7 («вокзал» — «посёлок ИТР») и № 10 («улица Баумана» — «посёлок ИТР»). Конечная остановка находилась у пересечения с современной улицей Хасана Туфана.

### Автобус
Автобусное движение по улице началось не позднее 1970-х годов — по улице начал ходить автобус маршрута № 20 («ДК имени Урицкого» — «Караваево»). На улице располагались две автобусные остановки: «ДК имени Урицкого» и «Восход» (на пересечении с одноимённой улицей).
С 1990-х годов общественный транспорт на улице не ходит; ближайшей остановкой ОТ является остановка «Гагарина» на улице Декабристов. На ней останавливаются как автобусы и троллейбусы, так и трамваи.

## Объекты, расположенные на улице
- № 19, 26, 28, 29, 31, 33, 34, 36, 38, 51, 57— жилые дома авиазавода[10].
- №№ 21/201, 23, 25, 27, 32, 53, 59, 61, 65  — жилые дома моторостроительного завода[10].
- № 24/30, 24а — жилые дома электромеханического завода[11][12].
- № 41, 43, 45/28 — жилые дома Казанского отделения ГЖД[13][14].
- № 42 — жилой дом КПОГАТ-2[15].
- №№ 57а, 57б, 63 — жилые дома ТЭЦ-2[15].
- пересечение улиц Гагарина, Хасана Туфана и Академика Королёва — Парк Урицкого с Центром культуры и спорта «Московский».[16]

## Известные жители
На улице проживали директор ТГАТ им. Камала Рашида Зиганшина, художественный руководитель Ансамбля песни и танца ТАССР Азгар Абдуллин (оба — в доме № 14), народная артистка ТАССР Вера Улик и её муж, заслуженный деятель искусств ТАССР Эммануэль Монасзон (оба — в доме № 4), Михаил Огородников, лауреат Госпремии СССР (дом № 57) и член-корреспондент АПН СССР Леонид Волович.